# Gnadenkapelle (Aldenhoven)

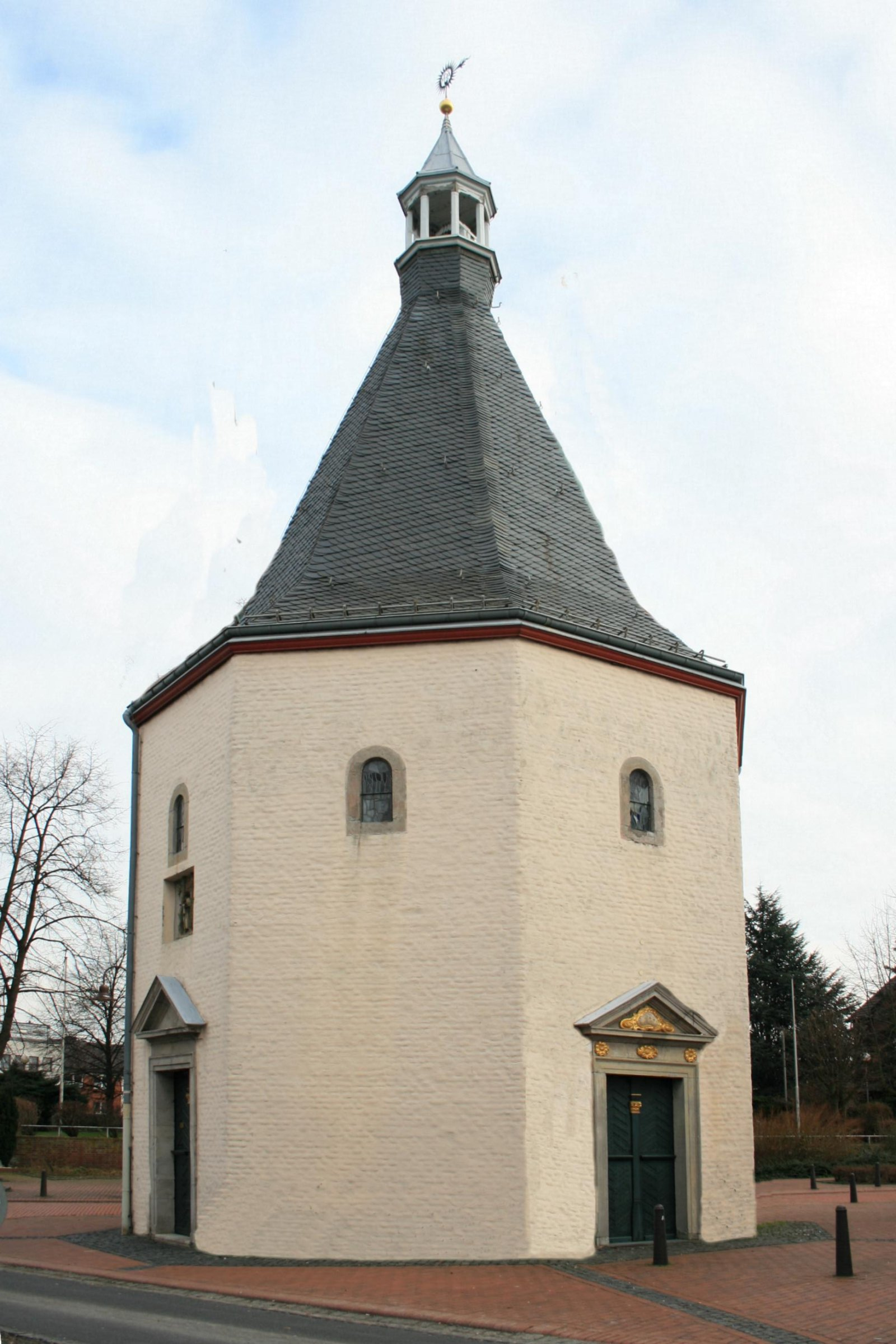
Gnadenkapelle in Aldenhoven

Die Gnadenkapelle ist eine römisch-katholische Kapelle des Hauptortes Aldenhoven der Gemeinde Aldenhoven im Kreis Düren (Nordrhein-Westfalen).
Das Bauwerk ist unter Nummer 15 in die Liste der Baudenkmäler in Aldenhoven eingetragen.

## Geschichte
Die Gnadenkapelle geht auf ein Ereignis aus dem Jahr 1654 zurück. In diesem Jahr entdeckte Dietrich Mülfahrt aus Aldenhoven in einer Linde eine Muttergottesstatue. Daraufhin holte Dietrich Mülfahrt Johann Gatzweiler und Martin Lennartz herbei. Diese sahen daraufhin die Statue zweimal leuchten, was sie als göttliches Zeichen deuteten. Aufgrund dieses Ereignisses ließ Herzog Philipp Wilhelm von Jülich 1659 die Gnadenkapelle mit einem achteckigen Grundriss erbauen. Als Vorbild diente vermutlich die Gnadenkapelle von Altötting. Durch den Bau dieser Kapelle wurde die Wallfahrt zur „Zuflucht der Sünder“ offiziell anerkannt. Zwischen 1654 und 1659 befand sich an gleicher Stelle ein Heiligenhäuschen. Die originale Statue wurde nach der Entdeckung auf den Hochaltar der Pfarrkirche St. Martin gestellt. Einige Zeit später war die Statue verschwunden, drei Tage bevor das Heiligenhäuschen fertig war. Man ersetzte die Statue kurzerhand durch eine sehr ähnliche Statue, die der Antwerpener Schule entstammte.

## Ausstattung
In der Kapelle befinden sich ein barocker Hochaltar und eine Kreuzigungsgruppe von 1650.